# Шарути
Шарути (пол. Szaruty) — село в Польщі, у гміні Лів Венґровського повіту Мазовецького воєводства.
Населення — 340 осіб (2011).
У 1975-1998 роках село належало до Седлецького воєводства.

## Демографія
Демографічна структура станом на 31 березня 2011 року:
|          | Загалом | Допрацездатний вік | Працездатний вік | Постпрацездатний вік |
| -------- | ------- | ------------------ | ---------------- | -------------------- |
| Чоловіки | 169     | 39                 | 101              | 29                   |
| Жінки    | 171     | 45                 | 88               | 38                   |
| Разом    | 340     | 84                 | 189              | 67                   |